# Papillon (album de Lara Fabian)
Pour les articles homonymes, voir Papillon (homonymie).
Papillon est le quatorzième album studio de la chanteuse française Lara Fabian, sorti le 8 février 2019, chez le label 9 Productions.

## Liste des pistes
| No  | Titre             | Durée |
| --- | ----------------- | ----- |
| 1.  | Papillon          | 3:58  |
| 2.  | Je suis à toi     | 3:19  |
| 3.  | Changer le jeu    | 3:24  |
| 4.  | Par amour         | 3:40  |
| 5.  | Je ne t'aime plus | 3:16  |
| 6.  | Alien             | 3:09  |
| 7.  | Pardonne          | 3:16  |
| 8.  | Superman          | 3:38  |
| 9.  | Sans ton amour    | 4:11  |
| 10. | L'Animal          | 4:09  |
| 11. | Alcyon            | 3:27  |